# ルーカス・キュブラー
ルーカス・キュブラー（1992年8月30日 - ）はドイツのサッカー選手。ポジションはDF。SCフライブルク所属。

## 経歴
2015年夏、SCフライブルクに加入したが直後のテストマッチで負傷した。1年後のブンデスリーガのRBライプツィヒ戦で初めてベンチ入りをし、戦列復帰した。しかし2019年夏にも再び負傷した。